# Naaktstrand

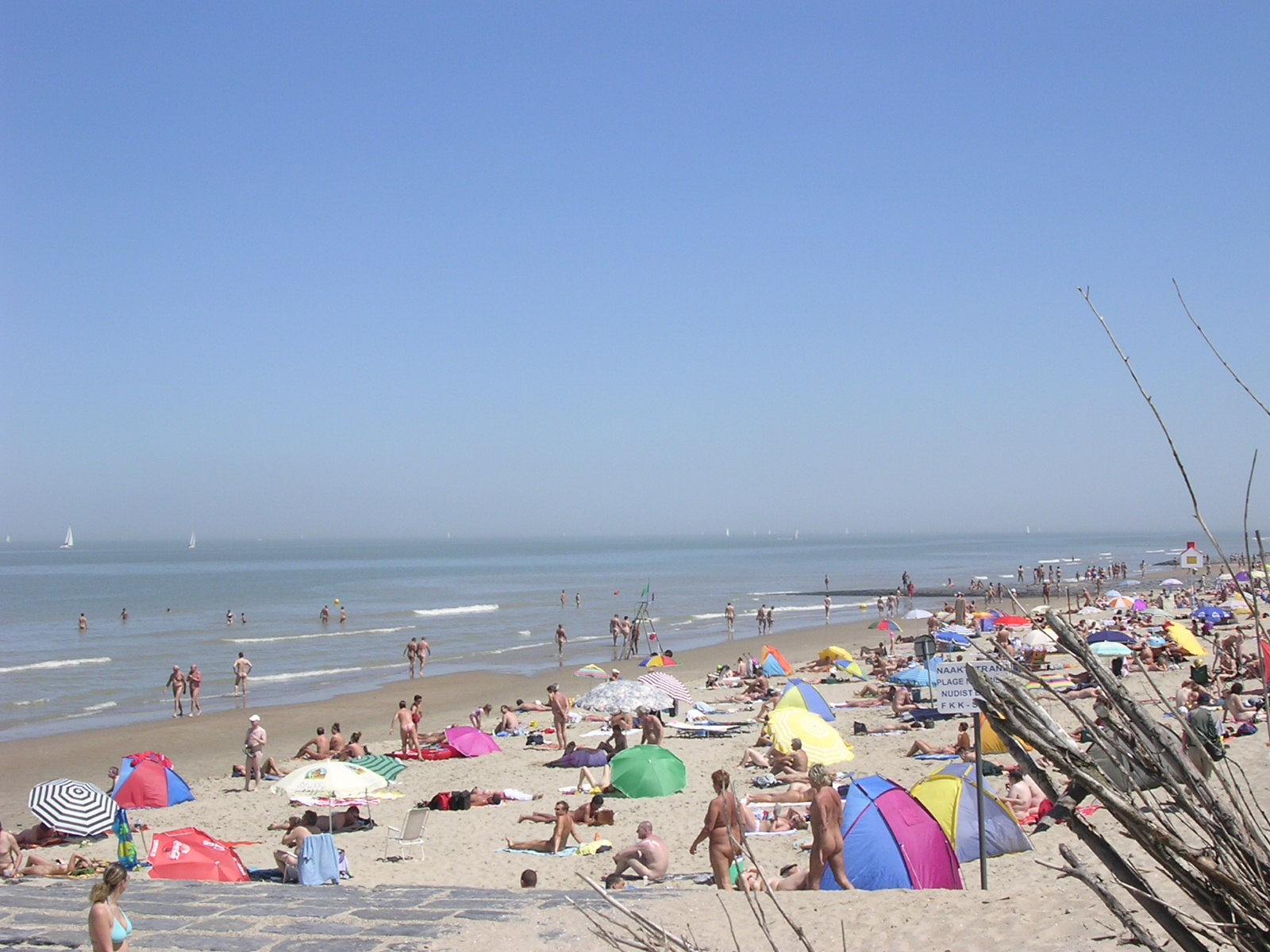
Het naaktstrand in Bredene in België in 2005

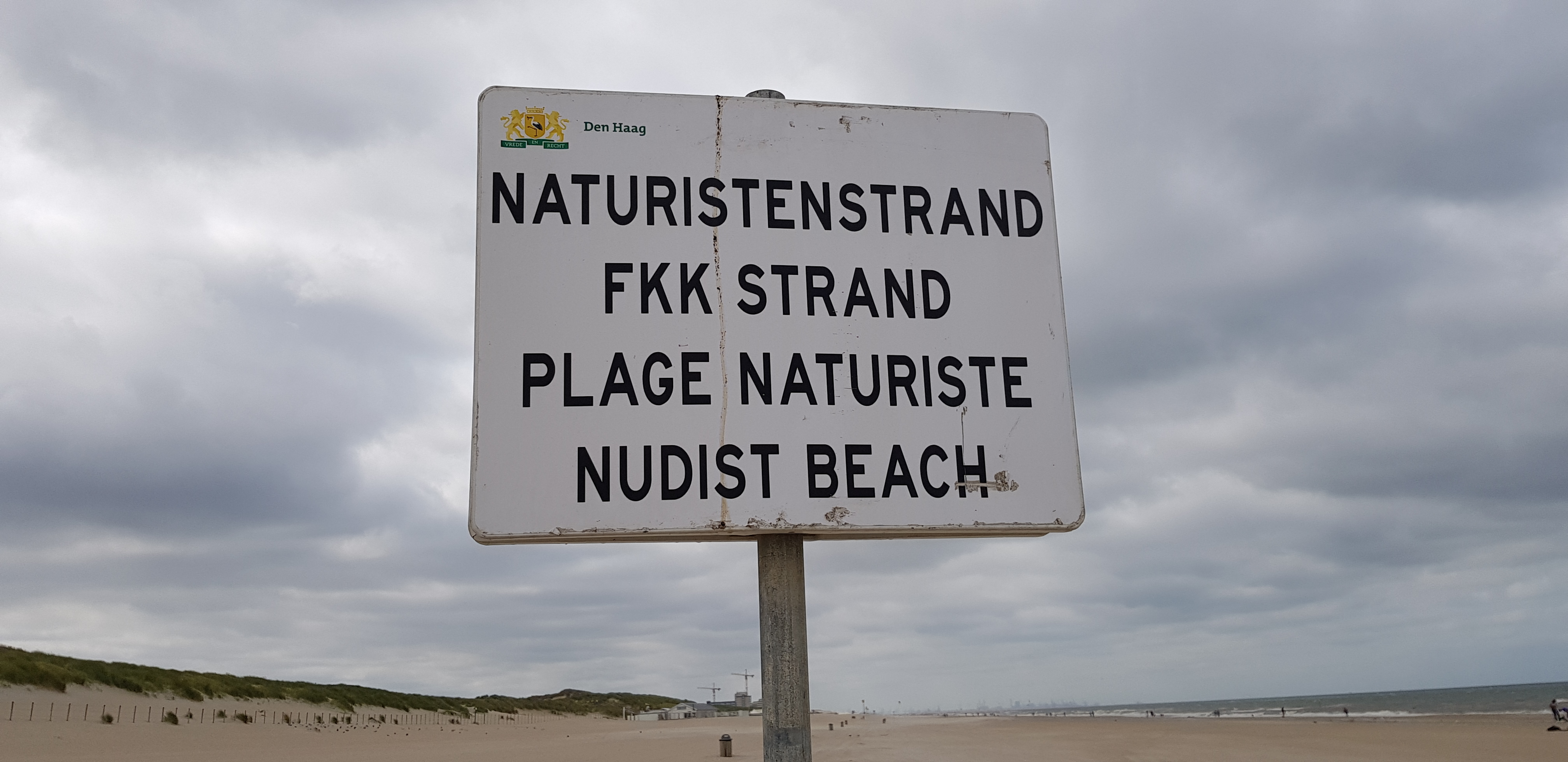
Bord naaktstrand Westduinpark

Een naaktstrand of naturistenstrand is een strand dat door het gemeentebestuur officieel aangewezen is voor diverse vormen van naaktrecreatie, zoals zonnebaden en zwemmen. Aan de randen van een naaktstrand zijn door de gemeente borden geplaatst om aan te duiden dat men het naaktstrand betreedt. 
Er bestaan ook onofficiële naaktstranden, waar naaktrecreatie gedoogd wordt. Daar ontbreken de borden.
Stranden waar naaktrecreatie niet voorkomt, worden in het naturistenjargon "textielstranden" genoemd.

## Nederland
Voor de juridische kant, zie Nederlandse wetgeving over ongekleed zijn.

### Geschiedenis
In de jaren zestig kwam naaktrecreatie op. Het eerste naaktstrand in Nederland ontstond nadat twee Amsterdamse nudisten zich in 1971 voor een proefproces lieten beboeten op het strand van Callantsoog. De rechtszaak leidde uiteindelijk in hoger beroep tot vrijspraak, omdat de rechter het niet in strijd vond met schennis van de eerbaarheid in artikel 239 van het wetboek van strafrecht. De uitspraak leidde tot toename van de naaktrecreatie en de gemeenteraad stelde in 1973 een strand van 400 meter lang als eerste naaktstrand van Nederland open. Meerdere gemeenten volgden en in mei 1975 besloot ook minister van justitie Van Agt dat  ongeklede recreatie geen schending van de eerbaarheid is. In 1986 is de openbare naaktrecreatie bij de wet vastgelegd in artikel 430a.
Naaktrecreatie is niet alleen toegestaan op naaktstranden, maar ook buiten het aangewezen gebied als het daar voor ongeklede recreatie geschikt is. De plaatselijke autoriteiten kunnen dat niet verbieden. Dat geldt onder andere voor een eenzaam strand en voor veel buitengebieden.

## Geschiedenis in België
Voor 1940 was er een officieus naaktstrand in Mariakerke bij Oostende, in de wandeling ook bekend als Le Paradis waar ook James Ensor (1860-1949) over schreef. Dit werd gesloten wegens de Atlantikwall door de Duitse bezetter en nadien niet meer (als gedoogd naaktstrand) heropend. België opende op 30 juni 2001 het eerste officiële naaktstrand bij de kustplaats Bredene.

## Ligging
Langs de gehele kust zijn naaktstranden te vinden. Naast de kuststranden zijn er ook veel recreatiegebieden in het binnenland waar een naaktstrand aanwezig is. De NFN (Naturisten Federatie Nederland) heeft voor Nederland op haar site een vermelding van deze stranden. Er zijn ook andere sites te vinden, die een uitleg geven over de plek van de diverse naaktstranden.
Naaktstranden zijn vaak verder weg en moeilijker bereikbaar dan textielstranden. Bij de parkeerplaats en de toegangsweg is het textiel, men moet een eind over het strand wandelen om bij het naaktstrand te komen.
Bij veel stranden, vooral bij onofficiële stranden, kan gelden dat de eerst aangekomenen 's morgens de toon bepalen. Wie een eind van de parkeerplaats alleen is en er zijn kleren uittrekt, kan merken dat de later aangekomen strandgasten zijn voorbeeld volgen. 

## Kleding
Op een naaktstrand is kleding dragen optioneel. Met name sommige pubers voelen zich minder ongemakkelijk tijdens een familie-uitje als ze wel kleding kunnen dragen. Geklede bezoekers en voorbijgangers worden soms als storend ervaren.

## Wandelen
Wie gekleed een lange wandeling langs de kust maakt, kan bij de branding naakte bezoekers tegenkomen.
Op het naaktstrand van Scheveningen werd in de eerste jaren na de opening, omstreeks 1970, om die reden een schutting langs de duinen gezet – wandelaars konden dan tussen de schutting en de duinen lopen en hadden geen zicht op het strand. De schutting reikte echter niet tot onderaan en veel naturisten zochten schaduw aan de andere kant van de schutting.

## Fotograferen
Het fotograferen, buiten de eigen familie- of vriendenkring, van personen op een naaktstrand is heikel. Enerzijds is er het persoonlijk belang dat gefotografeerden hebben volgens het portretrecht, anderzijds rijst al snel het vermoeden van voyeurisme.

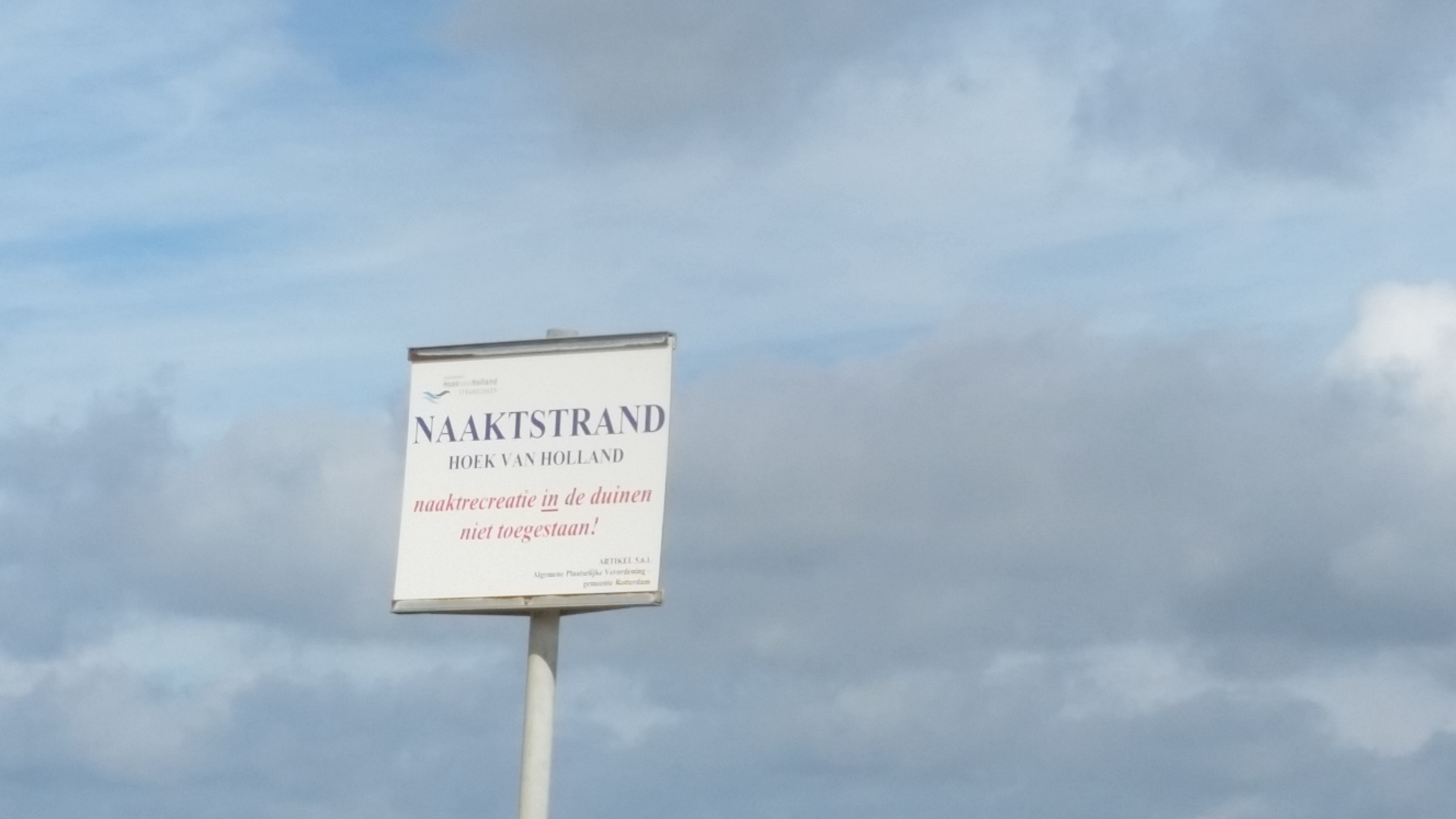
Naaktstrand Hoek van Holland

## Voorzieningen
De voorzieningen op het naaktstrand zijn veelal minder uitgebreid dan op het textielstrand. Als er een strandtent aanwezig is, is het bezoek hieraan wel vaak gekleed verplicht. Soms is er een toilet en/of douche aanwezig.